# Hanno (Toreut)
Hanno war ein antiker römischer Toreut (Metallbildner), wahrscheinlich in der ersten Hälfte des 1. Jahrhunderts in Kampanien tätig.
Hanno ist heute nur noch aufgrund zweier Signaturstempels auf Kasserollen aus Bronze bekannt. Beide wurden in Italien gefunden und befinden sich heute im Museo Civico Archeologico in Bologna. Die Signatur lautet lateinisch HANN[O]. Möglicherweise ist er mit Gaius Atilius Hanno identisch, von dem eine gemeinsam mit Tiberius Robilius Sitius signierte Bronze überliefert ist. Bei den beiden Stücken handelt es sich um:
1. Bronzekasserolle, gefunden in Italien, heute im Museo Civico Archeologico di Bologna.[1]
2. Bronzekasserolle, gefunden in Italien, heute im Museo Civico Archeologico di Bologna.[2]

## Einzelbelege
1. ↑  Inventarnummer ?; Richard Petrovszky: Studien zu römischen Bronzegefäßen mit Meisterstempeln. Leidorf, Buch am Erlbach 1993, S. 263, Nr. H.01.01; CIL 11, 6717,4.
2. ↑  Inventarnummer ?; Richard Petrovszky: Studien zu römischen Bronzegefäßen mit Meisterstempeln. Leidorf, Buch am Erlbach 1993, S. 263, Nr. H.01.02; CIL 11, 6717,4.

| Personendaten    | Personendaten                              |
| ---------------- | ------------------------------------------ |
| NAME             | Hanno                                      |
| KURZBESCHREIBUNG | antiker römischer Toreut                   |
| GEBURTSDATUM     | 1. Jahrhundert v. Chr. oder 1. Jahrhundert |
| STERBEDATUM      | 1. Jahrhundert oder 2. Jahrhundert         |